# Stenbock-ház
A Stenbock-ház (észtül: Stenbocki maja) neoklasszicista stílusú épület Tallinnban a Dómhegyen. Az 1700-as évek végén épült. 2000-től az észt kormány székhelye.

## Története
Eredetileg az Orosz Birodalomhoz tartozó Észt Kormányzóság hivatali épületének, bírósági használatra szánták. Az épület tervrajzait  Johann Caspar Mohr ismert helyi építész készítette el 1784-ben. Az építkezést a svéd főnemesi származású Jakob Pontus Stenbock gróf kezdte el 1786-ban. Miután az orosz–török háború kiadásai miatt az építésre szánt állami pénz nem állt rendelkezésre, Stenbock végül saját használatra építette meg a házat Tallinn központjában, a Dómhegyen (Toompea). Az építkezés 1792-ben fejeződött be és az elkészült ház Stenbock tallinni rezidenciája lett. (A Stenbock család fő rezidenciája a Hiiumaa szigeten fekvő Suuremõisa faluban lévő kastélyuk volt.)
Stenbock halála után a ház Paul von Benckendorf észtországi kormányzó tulajdona lett.